# افوروس
افوروس کومی (Ephorus) تاریخ‌نگار و جغرافی‌دان یونانی بود که در حدود نیمهٴ قسده چهارم پ. م برآمد. او نخستین مورخ تاریخ عالم (اگر هرودوت را چنین نپنداریم) بود.
تاریخ نوشته شده توسط او در سال ۳۵۶ - ۳۵۵ پ. م متوقف می‌شود؛ این تاریخ در ۳۳۴ پ. م در دسترس بوده است.